# Funt zakopiański
Funt zakopiański – żetony z wizerunkami Józefa Piłsudskiego, Stefana Żeromskiego oraz Giewontu i bacówki pełniące funkcję środka płatniczego w oznaczonych punktach handlowych w Zakopanem, wydane w 2008 w liczbie 10000 sztuk. Funt zakopiański został wydany dla upamiętnienia 90. rocznicy Rzeczypospolitej Zakopiańskiej.